# Ћу Бо
Ћу Бо (кин: 邱波; пинјин: Qiū Bō; Нејђанг, 31. јануар 1993) елитни је кинески скакач у воду, вишеструки светски првак у овом спорту. Његова специјалност су скокови са торња са висине од 10 метара, углавном појединачно, али и у синхронизованим паровима.
Бо је почео да тренира скокове у воду 1998. године када је имао свега 5 година, а већ две године касније постао је члан градске репрезентације. У сениорској репрезентацији дебитовао је 2008. године, а већ наредне године на светском првенству у Риму осваја и прву сениорску медаљу – сребро у појединачним скоковима са торња.
На турниру светске серије 2011. одржаном у Пекингу Ћу је за своје скокове добио чак 25 идеалних оцена 10 и постигао историјски резултат од 609,20 поена у скоковима са торња. Нешто касније исте године, на светском првенству у Шангају освојио је две златне медаље у скоковима са торња. Ту годину је окончао признањем од стране ФИНА за најбољег скакача године.
На Летњим олимпијским играма 2012. у Лондону освојио је сребрну медаљу у скоковима са торња.

## Успеси
Олимпијске игре
- | Лондон 2012. | торањ 10 метара

Светско првенство
- | Шангај 2011. | торањ 10 метара
- | Шангај 2011. | торањ 10 м синхронизовано
- | Барселона 2013. | торањ 10 метара
- | Казањ 2015. | торањ 10 метара
- | Рим 2009. | торањ 10 метара